# 피아트 616
피아트 616은 이탈리아의 자동차 회사인 피아트에서 만들었던 차종이다. 현재에도 계속 생산이 되는 이베코 데일리의 전신인 차종이다.

## 생산 및 특징
피아트 616은 1971년에 처음으로 출시가 된 차종으로 1톤의 소형 화물차이다. 후신인 이베코 데일리와는 달리 승합차는 없었으며 오직 화물차로만 판매되던 차종이였다. 세미 보입의 형태로 나온 차량이며 컬럼 기어를 달고 나왔던 차종이다. 피아트 616은 생산됐을 당시엔 피이트 616, 피아트 616N2, 피아트 616N3란 3가지의 모델로 나왔으며 주로 단거리 화물운송에 사용이 되었고 붉은색, 푸른색, 목련색의 3가지 색으로 출시되어 나왔다. 또한 싱글캡과 더블캡의 사양이 나왔으며 전조등이 동글한 특징을 가지고 있다. 1978년에 후신인 이베코 데일리에게 자리를 물려주고 단종이 되었다.

## 같이 보기
- 피아트
- 피아트 두카토
- 이베코 데일리